# Au one ブログ
au one ブログ（エーユーワンブログ）はKDDI（au）が2005年5月19日に開始したブログサービス。ポータルサイトau oneのサービスの一つである。2011年3月31日にサービス終了。

## 概要
主にユーザー間の略称は『あうおね』（au oneのローマ字読み）。
サービス開始当初はKDDIとエキサイトとの連携で開設されたDUOGATEが運営していた部門の一つである『DUOBLOG』（デュオブログ。主にユーザー間の略称はDUO（デュオ））だった。当時としては画期的とされた携帯電話単独での開設・記事作成・閲覧・コメントの書き込み・トラックバックの作成・ブログの管理といった一連の作業ができ、またパソコンとの連携・携帯メールを利用した投稿も可能だった（詳細は「#特徴・サービス内容」参照）。
DUOBLOGが開設された目的は、au（KDDI）がARPUを稼ぎたいことから。利用者は朝は学生、昼は主婦、夜はパソコンに詳しい人と時間帯によってはっきり分かれたという。
2007年9月27日に運営がDUOGATEからau one（KDDIのみの管理）に代わったことで現名称に変更。
2010年11月1日にサービス終了の旨が告知され、新規開設受付が停止された。12月20日には投稿機能と管理機能の停止が実施された。12月22日にlivedoor Blog（livedoor Blogサイドは「12月24日にサービス統合」という形で紹介している）、12月23日にSeesaaブログへの移行手続きが踏めるようになった（3月24日に終了）。2011年3月31日にサービス終了。

## 特徴・サービス内容
特徴およびサービス内容は以下の通り。
1. ブログを開設するにはauの携帯電話[8]が必須（パソコンから加入する際も同様の条件になる）[9]。後にKDDIグループの一員になるツーカー、かつてKDDIグループの一員だったウィルコムを含めた他社携帯電話からの開設は不可（ただしNTTドコモ・ソフトバンクモバイルの一部機種から閲覧やコメントの書き込みは可能[9]）。またau one My Page（DUOBLOG時代はDUOGATE）からの登録とIDの作成が必要になる[10]。
2. 携帯電話単独で開設・記事作成・閲覧・コメントの書き込み・トラックバックの作成・ブログの管理が可能。
3. auで利用している絵文字の利用可能（特殊絵文字も利用可能）。当初は携帯のみだったが、後にパソコンからも利用可能になった。
4. トラックバックテーマ・ピックアップブログ・人気ランキングが行われていた。トラックバックテーマ・ピックアップブログは基本的に毎週水曜日更新（2010年11月5日終了）。人気ランキングは毎日更新された。なお、当初はピックアップブログは毎週木曜更新、トラックバックテーマは隔週木曜更新だった。人気ランキングは当初は「人気ポイント」という独自のポイントが存在し、更新前日から1週間前までの累計上位順だったが、後にau one ブログ独自の集計での上位順に変更された。「独自の集計」というのがいかなるものなのかについては明らかにされなかった。
5. アバターの利用が可能。パソコン上では「クリームソーダアバター」の表示も可能だった（2007年4月25日終了）。
6. メールを利用した投稿が可能。写真を添付することも可能。添付できる写真は最大10枚か容量が500KB以内のjpgファイル。
7. 携帯・パソコンからも写真の投稿が可能。写真の添付はお預かりデータから。パソコンからの場合は本体からのインポートが可能だった。添付できる写真は、メール投稿の際と同じく、最大10枚か容量が500KB以内のjpgファイル。
8. 画像の最大容量は100MB（au one データフォルダで保存。メールやアドレス帳との共有だった時期もある）。かつては5MBまでだった。テキストの容量は無制限。
9. 動画の投稿・アフィリエイト利用は不可。リンクも原則として携帯電話で閲覧できるもののみだった（パソコンでしか閲覧できない場合は非リンクになった）。
10. au one ブログの記事をau one GREEに転送することが可能[11]。

## 評価・問題点

### 評価
- 概要や特徴・サービス内容にある通り、携帯電話だけで開設・記事作成などができるので、ユーザーが抱いていたブログに対する敷居を下げたことは大きい。また手軽に写真の投稿も可能だったり、絵文字の利用も可能だったため、他のブログに見られない鮮やかなブログが増え、他のブログと比べて差別化が図れたとも言える。
- 基本的にauの携帯電話から見ている人しか来ないこともあって、他のブログよりも牧歌的な雰囲気があったとされる。しかしながら、その牧歌的な雰囲気が時として閉鎖性を際立たせるものになった（問題点参照）。また『auの庭』というキャッチコピーが出ていた頃には、その表現を肯定的に捕らえる人がいた一方で、その表現（=閉鎖的な空間）を表した象徴として、au one ブログを批評する向きもあった。

### 問題点
au one ブログは、しばしば技術的な問題やユーザー間のトラブルが散見された。以下その一例。
- サービス開始当初の約半年間は上手くトップページに繋げることができず、仮にできても白い画面背景に画面左上部分に数文字からなる意味不明の文章が表示されていたことがあった（その頭文字を取って、「タワツウ（騒動）」とユーザーから揶揄された）。
- 定期時間にメンテナンスが終了できず、予定時間より数日たって終了する事態が同じく初期の頃発生している。
- 2006年8月中旬、ほぼすべてのブログで、事故発生時以前に投稿された記事のタイトルがあるユーザーが投稿した記事のものに差し替えられる事態が発生した（そのユーザーが書いていた記事の名前から、ユーザー間では「人魚姫事件」と呼ばれることもある）。
- ブログ記事に書かれたコメントに対して、自身のブログに返す（レスする）のか、相手先に返すのかで論争になったことがある。一部ブログ内においてはその2つの事態が並立した状況になり、閲覧する人が理解に苦しむ場面も見られた。また、「コメントボックス」という、コメントの投稿のみを目的とした、あたかも記事をメールボックスや掲示板のように利用した記事を設置しているブログも見られた。
- 評価にもある通り、基本的にau携帯電話から見ている人しか来ないこともあり、牧歌的な雰囲気があったとされる。しかしながら、それが逆に閉鎖的な空間を生み出す結果にもなり、au one IDを取得していないユーザーへのアレルギーが高かった。そのため、au one IDを取得していないユーザーからの書き込みがあった場合、人によっては半ば荒らしのような扱いをするところもあった。それを悪用し、au one IDを取得していたユーザーネームを書いて荒らしを行う（要はau one IDを持ったユーザーがログアウト状態で書き込んだように見せた）なりすましも現れ、au one IDを取得していないユーザーへのアレルギーを増長させる結果にもなった。中には『非会員は敵』のような発言を公言するユーザーも現れていた。そのため、コメントの書き込みをau one IDを取得しているユーザーにしか開放していない、半ばSNS状態になっているブログも存在した。ユーザーの一部には「SNS的な雰囲気がいい」と公言する記事やコメントも存在していた。ブログ利用に慣れていないユーザー、つまりau one ブログが初めてという人が多かったのがその理由と考えられる。なお、後に認証機能が追加され、au one IDを取得していないユーザーは書き込みの際に画面に表示された認証キーを入力することになる。
- au one ブログが携帯電話版の画面上に広告表示を掲載することを決定した際、その広告の位置を巡って運営サイドに多数の抗議が寄せられた[12]。中には広告の掲載を反対（拒絶）する意見も存在した。アダルトサイトの広告が見えやすい位置に掲載されるのではないかという不安とブログが読みにくくなるという不満から来たものである。結果、広告はブログにおいては一番下に掲載されることになった[13]。